# Zeytinoba, Hassa
Zeytinoba là một xã thuộc huyện Hassa, tỉnh Hatay, Thổ Nhĩ Kỳ. Dân số thời điểm năm 2011 là 727 người.